# Холмберг, Питер
Питер Уильям Холмберг (англ. Peter William Holmberg, 4 октября 1960) — яхтсмен из Американских Виргинских островов, обладатель первой и единственной олимпийской медали в истории страны.

## Карьера
Питер Холмберг родился в 1960 году в семье яхтсменов. Его отец Дик Холмберг принимал участие в мюнхенской Олимпиаде в классе «Дракон» где занял 24-е место.
С девяти лет Питер принимал участие в национальных соревнованиях по парусному спорту, а в возрасте шестнадцати лет стал бронзовым призёром юниорского чемпионата мира.
На Олимпийских играх Холмберг дебютировал в 1984 году, выступая в одиночном классе яхт «Финн». По итогам соревнований он занял итоговое 11-е место из 36 экипажей.
Три года спустя, на предолимпийской регате в Пусане Холмберг стал восьмым, но на самой Олимпиаде занял второе место, уступив только испанцу Хосе Луису Доресте. Эта медаль стала для Американских Виргинских островов первой в истории и остаётся таковой по состоянию на 2018 год.
В дальнейшем Питер Холмберг продолжал активно заниматься парусным спортом. В 1990-х годах был одним из лучших в матчевых встречах.
В 2003 году в качестве шкипера команды «Oracle BMW Racing» участвовал в Кубке Луи Виттона, где дошёл до финала, но уступил швейцарской команде «Алинги». Позднее он принял предложение от швейцарской команды и в её составе успешно защитил звание победителя Кубка Америки в 2007 году.